# Moldenhawera
Genre
Synonymes
- Moldenhauera[2]

Moldenhawera est un genre de plantes dicotylédones de la famille des Fabaceae, sous-famille des Caesalpinioideae,qui comprend 13 espèces acceptées. Ce sont des arbres ou des arbustes originaires du Brésil. 

## Description
Ce sont des arbres ou des arbustes inermes, aux feuilles composées, pennées ou bipennées.

## Étymologie
Le nom générique, « Melliniella », est un hommage à Johann Jacob Paul Moldenhawer (1766-1827), botaniste allemand, l'un des fondateurs de l'anatomie végétale.

## Liste d'espèces
Selon The Plant List (4 novembre 2018) :
- Moldenhawera acuminata Afr. Fernandes & P. Bezerra
- Moldenhawera blanchetiana Tul.
- Moldenhawera brasiliensis Yakovlev
- Moldenhawera cuprea Pohl
- Moldenhawera emarginata (Spreng.) L.P. Queiroz & Allkin
- Moldenhawera floribunda Schrad.
- Moldenhawera lushnathiana Yakovlev
- Moldenhawera mollis Benth.
- Moldenhawera nitida H.S.Irwin & Arroyo
- Moldenhawera nutans L.P. Queiroz, G.P. Lewis & Allkin
- Moldenhawera papillanthera L.P. Queiroz, G.P. Lewis & Allkin
- Moldenhawera polysperma (Vell.) Stellfeld
- Moldenhawera riedelii Yakovlev